# Apocalipse 18
Apocalipse 18 é o décimo-oitavo capítulo do Livro do Apocalipse (também chamado de "Apocalipse de João") no Novo Testamento da Bíblia cristã. O livro todo é tradicionalmente atribuído a João de Patmos, uma figura geralmente identificada como sendo o apóstolo João.
Continua a narrativa da Prostituta da Babilônia, iniciada em Apocalipse 17.

## Texto
O texto original está escrito em grego koiné e contém 24 versículos. Alguns dos mais antigos manuscritos contendo porções deste capítulo são:
- Codex Sinaiticus (330-360, completo)
- Codex Alexandrinus (400-440, completo)
- Codex Ephraemi Rescriptus (c. 450, versículos 3-24)

## Estrutura

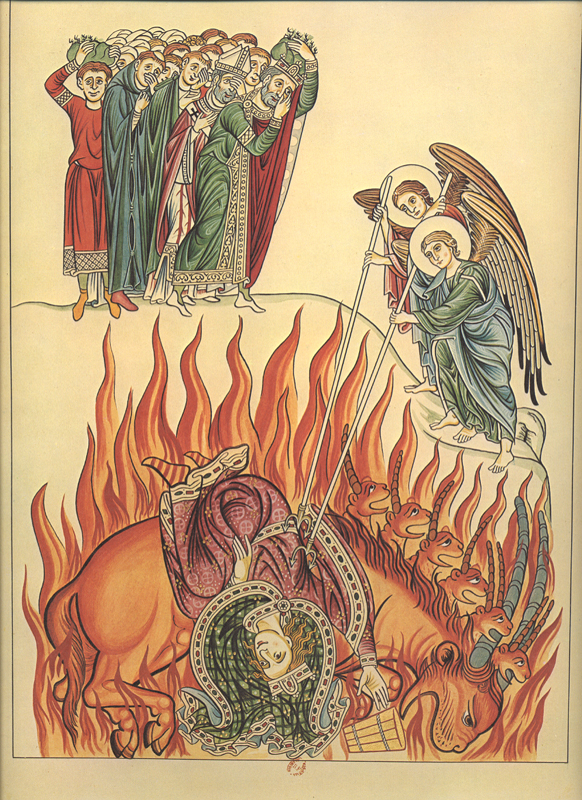
A queda da Prostituta da Babilônia e o lamento dos reis e mercadores.
Iluminura do Hortus deliciarum, de Herrad de Landsberg (1180).

Este capítulo pode ser dividido em três seções distintas:
- "A Queda da Babilônia" (versículos 1-8)
- "O Mundo Lamenta a Queda da Babilônia" (versículos 9-20)
- "Finalidade da Queda da Babilônia" (versículos 21-24)

## Conteúdo
Depois da explicação do anjo de quem era a Prostituta da Babilônia, João conta que um anjo "de grande autoridade" declarou que ela havia caído por causa de seus pecados. "Os reis da terra fornicaram com ela, e os mercadores da terra se enriqueceram com a sua excessiva luxúria". Uma "voz do céu" pediu que os fieis mantivessem distância da Babilônia, cujos pecados "se acumularam até o céu". Ela pediu ainda que eles pagassem em dobro tudo o que haviam recebido dela — "quanto teve ela de glória e de luxúria, tanto lhe dai de tormento e de pranto" — e afirma o julgamento de Deus sobre ela anunciando sua destruição final pelo fogo (Apocalipse 18:1–8).
João conta que ouviu então um grande lamento dos reis da terra, dos mercadores e dos grandes comandantes pela cidade destruída. Pelo luxo e pela riqueza que perderam e nunca mais recuperarão (Apocalipse 18:9–20). Logo em seguida, um "forte anjo" lança uma grande pedra de moinho no mar e condena a cidade perdida:
| “ | «Assim com violência será precipitada Babilônia, a grande cidade, e ela não será mais achada. O som dos harpistas, dos músicos, dos tocadores de flauta e de trombeta, não se ouvirá mais em ti, nem se achará mais em ti artífice de qualquer arte que seja; o ruído do moinho não se ouvirá mais em ti, nem a luz de candeeiro luzirá mais em ti; e jamais se ouvirá em ti a voz de noivo ou de noiva; pois os teus mercadores eram os príncipes da terra, porque por tua feitiçaria seduzidas todas as nações, e nela foi achado o sangue dos profetas, dos santos e de todos os que foram mortos sobre a terra.» (Apocalipse 18:21–24) | ” |